# Ivan Mazepa
Ivan Stepanovych Mazepa (cũng viết là Mazeppa; tiếng Ukraina: Іван Степанович Мазепа; 30 tháng 3 [lịch cũ 20 tháng 3] năm 1639 – 2 tháng 10 [lịch cũ 21 tháng 9] năm 1709) từng là Hetman của Zaporizhian Host vào năm 1687–1708. Ông đã được trao tặng danh hiệu Hoàng tử của Đế chế La Mã Thần thánh vào năm 1707 vì những nỗ lực của mình cho Liên đoàn Thần Thánh. Những sự kiện lịch sử trong cuộc đời của Mazepa đã truyền cảm hứng cho nhiều tác phẩm văn học, nghệ thuật và âm nhạc. Ông nổi tiếng là người bảo trợ cho nghệ thuật.
Mazepa đóng một vai trò quan trọng trong Trận Poltava (1709), và sau khi biết rằng Sa hoàng Pyotr I có ý định phế truất ông khỏi quyền Hetman (lãnh đạo quân sự) của Zaporizhian Host (một nhà nước Cossack) và thay thế ông bằng Alexander Menshikov, ông đã đào ngũ và chạy sang phía Vua Charles XII của Thụy Điển. Hậu quả chính trị và cách giải thích của việc đào ngũ này đã được ghi nhận trong lịch sử quốc gia của cả Nga và Ukraina.
Nhà thờ Chính thống giáo Nga đã ban hành lệnh cấm tuyệt thông đối với Mazepa vào năm 1708 và vẫn từ chối thu hồi nó cho đến nay. Các phần tử chống Nga ở Ukraina từ thế kỷ 18 trở đi được gọi tắt là Mazepintsy (những người theo Mazepa). Việc giới nghiên cứu lịch sử Ukraina tránh không nói đến Mazepa tiếp tục diễn ra trong thời kỳ Liên Xô, nhưng sau năm 1991, ở quốc gia Ukraina độc lập đã có những động thái mạnh mẽ để khôi phục hình ảnh của Mazepa, mặc dù ông vẫn là một nhân vật gây tranh cãi.